# Morón de Almazán
Morón de Almazán – gmina w Hiszpanii, w prowincji Soria, w Kastylii i León, o powierzchni 62,06 km². W 2011 roku gmina liczyła 222 mieszkańców.